# Derek Brunson
Derek T. Brunson (Wilmington, 4 gennaio 1984) è un lottatore di arti marziali miste statunitense.
Combatte nella divisione dei pesi medi per l'organizzazione statunitense UFC.

## Carriera nelle arti marziali miste

### Ultimate Fighting Championship
Brunson debuttò in UFC rimpiazzando l'infortunato Karlos Vemola per poter affrontare Chris Leben, il 29 dicembre 2012 a UFC 155. Nonostante fosse lo sfavorito, Brunson sfruttò le sue maggiori abilità nella lotta per sconfiggere Leben per decisione unanime.
Il match con Ronny Markes doveva tenersi a giugno 2013. Tuttavia, l'incontro venne cancellato a seguito di un incidente stradale subito da Markes. Quest'ultimo non riportò gravi lesioni ma non poté comunque partecipare all'incontro.
Il 31 agosto 2013 doveva affrontare Yoel Romero all'evento UFC 164, ma venne sorpreso da un infortunio facendo saltare l'intero match.
A novembre avrebbe dovuto affrontare Antonio Braga Neto. Tuttavia, Neto si infortunò e venne sostituito da Brian Houston. Brunson vinse in modo spettacolare dopo 48 secondi, andando a segno con un calcio alla testa susseguito da uno strangolamento da dietro.
L'incontro con Romero venne riorganizzato per il 15 gennaio 2014. Dopo aver vinto i primi due round, Brunson venne colpito in volto da un potente gancio sinistro finendo al tappeto, da qui arrivò la sconfitta per KO tecnico dopo una serie di gomitate. Entrambi gli atleti vennero premiato con il riconoscimento Fight of the Night. 
Il 15 febbraio 2014 venne annunciata la firma per quattro incontri in UFC da parte di Brunson.
Il 2 agosto lo aspettava il match contro Lorenz Larkin, ma dopo la cancellazione dell'evento UFC 176 questo incontro venne posticipato per il 30 agosto a UFC 177. Brunson vinse per decisione unanime.
A dicembre del 2014 doveva vedersela con Ed Herman, ma il match venne posticipato a causa di un'intossicazione alimentare da parte di Brunson quando mancavano poche ore all'inizio dell'evento. Questo incontro si tenne infine a gennaio del 2015 all'evento UFC 183, che vide come vincitore Brunson per KO tecnico al primo round.
Brunson doveva affrontare Krzysztof Jotko il 20 giugno 2015. Tuttavia, Brunson subì un infortunio alle costole il 9 giugno e venne rimpiazzato da Uriah Hall. Tre giorni dopo Hall ebbe problemi con il visto d'ingresso, così venne deciso di cancellare il match.
Brunson combatté Sam Alvey l'8 agosto 2015 a UFC Fight Night 73., trionfando via KO tecnico al primo round.
Il 21 febbraio 2016 affrontò il brasiliano Roan Carneiro in occasione dell'evento UFC Fight Night 83. Vinse il match per KO tecnico, il terzo consecutivo nel giro di una sola ripresa.
A luglio avrebbe dovuto affrontare Gegard Mousasi all'evento UFC 200, ma senza alcuna spiegazione ufficiale venne rimosso dall'incontro.
Il 17 settembre del 2016 dovette affrontare il giamaicano Uriah Hall. Al minuto 1:41 della prima ripresa, Brunson andò a segno con un potente gancio sinistro mandando al tappeto il giamaicano, da questa posizione continuò il suo attacco con il ground and pound costringendo l'arbitro a fermare l'incontro per KO tecnico; dopo lo stop Uriah protestò della decisione arbitrale per il fatto che lui stesso si stava difendendo in modo intelligente e non era per niente fuori combattimento.
A novembre dovette affrontare Robert Whittaker nel main event di UFC Fight Night 101. Brunson venne sconfitto per KO tecnico ma entrambi furono premiati con il riconoscimento Fight of the Night. L'11 novembre affronta l'ex campione Anderson Silva perdendo per decisione unanime, per poi ottenere due vittorie consecutive contro Dan Kelly e l'ex campione dei mediomassimi Lyoto Machida.
Nel 2018 subisce due sconfitte, prima da parte di Ronaldo Souza e poi da parte di Israel Adesanya.

## Risultati nelle arti marziali miste
| Risultato | Record | Avversario       | Metodo                                 | Evento                                    | Data              | Round | Tempo | Città                        | Note                                 |
| --------- | ------ | ---------------- | -------------------------------------- | ----------------------------------------- | ----------------- | ----- | ----- | ---------------------------- | ------------------------------------ |
| Sconfitta | 23–8   | Jared Cannonier  | KO (gomitate)                          | UFC 271: Adesanya vs. Whittaker 2         | 12 gennaio 2022   | 2     | 4:29  | Houston, Stati Uniti         |                                      |
| Vittoria  | 23–7   | Darren Till      | Sottomissione (rear-naked choke)       | UFC Fight Night: Brunson vs. Till         | 4 settembre 2021  | 3     | 2:13  | Las Vegas, Stati Uniti       |                                      |
| Vittoria  | 22-7   | Kevin Holland    | Decisione (unanime)                    | UFC on ESPN: Brunson vs. Holland          | 20 marzo 2021     | 5     | 5:00  | Las Vegas, Stati Uniti       |                                      |
| Vittoria  | 21-7   | Edmen Shahbazyan | KO tecnico (pugni)                     | UFC Fight Night: Brunson vs. Shahbazyan   | 1 agosto 2020     | 3     | 0:26  | Las Vegas, Stati Uniti       |                                      |
| Vittoria  | 20-7   | Ian Heinisch     | Decisione (unanime)                    | UFC 241: Cormier vs. Miocic 2             | 17 agosto 2019    | 3     | 5:00  | Anaheim, Stati Uniti         |                                      |
| Vittoria  | 19-7   | Elias Theodorou  | Decisione (unanime)                    | UFC Fight Night: Iaquinta vs. Cowboy      | 4 maggio 2019     | 3     | 5:00  | Ottawa, Canada               |                                      |
| Sconfitta | 18-7   | Israel Adesanya  | KO tecnico (ginocchiata e pugni)       | UFC 230: Cormier vs. Lewis                | 3 novembre 2018   | 1     | 4:51  | New York, Stati Uniti        |                                      |
| Sconfitta | 18-6   | Ronaldo Souza    | KO Tecnico (calcio alla testa e pugni) | UFC on Fox: Jacaré vs. Brunson 2          | 27 gennaio 2018   | 1     | 3:50  | Charlotte, Stati Uniti       |                                      |
| Vittoria  | 18-5   | Lyoto Machida    | KO (pugni)                             | UFC Fight Night: Brunson vs. Machida      | 28 ottobre 2017   | 1     | 2:30  | San Paolo, Brasile           | Performance of the Night             |
| Vittoria  | 17-5   | Daniel Kelly     | KO (pugni)                             | UFC Fight Night: Lewis vs. Hunt           | 11 giugno 2017    | 1     | 1:16  | Auckland, Nuova Zelanda      |                                      |
| Sconfitta | 16-5   | Anderson Silva   | Decisione (unanime)                    | UFC 208: Holm vs. de Randamie             | 11 febbraio 2017  | 3     | 5:00  | Brooklyn, Stati Uniti        |                                      |
| Sconfitta | 16-4   | Robert Whittaker | KO tecnico (calcio alla testa e pugni) | UFC Fight Night: Whittaker vs. Brunson    | 27 novembre 2016  | 1     | 4:07  | Melbourne, Australia         | Fight of the Night                   |
| Vittoria  | 16-3   | Uriah Hall       | KO tecnico (pugni)                     | UFC Fight Night: Poirier vs. Johnson      | 17 settembre 2016 | 1     | 1:41  | Hidalgo, Stati Uniti         |                                      |
| Vittoria  | 15-3   | Roan Carneiro    | KO tecnico (pugni)                     | UFC Fight Night: Cowboy vs. Cowboy        | 21 febbraio 2016  | 1     | 2:38  | Pittsburgh, Stati Uniti      |                                      |
| Vittoria  | 14-3   | Sam Alvey        | KO tecnico (pugni)                     | UFC Fight Night: Teixeira vs. Saint Preux | 8 agosto 2015     | 1     | 2:19  | Nashville, Stati Uniti       |                                      |
| Vittoria  | 13-3   | Ed Herman        | KO tecnico (pugni)                     | UFC 183: Silva vs. Diaz                   | 31 gennaio 2015   | 1     | 0:36  | Las Vegas, Stati Uniti       |                                      |
| Vittoria  | 12-3   | Lorenz Larkin    | Decisione (unanime)                    | UFC 177: Dillashaw vs. Soto               | 30 agosto 2014    | 3     | 5:00  | Sacramento, Stati Uniti      |                                      |
| Sconfitta | 11-3   | Yoel Romero      | KO tecnico (pugni e gomitate)          | UFC Fight Night: Rockhold vs. Philippou   | 15 gennaio 2014   | 3     | 3:23  | Duluth, Stati Uniti          | Fight of the Night                   |
| Vittoria  | 11-2   | Brian Houston    | Sottomissione (rear-naked choke)       | UFC: Fight for the Troops 3               | 6 novembre 2013   | 1     | 0:48  | Fort Campbell, Stati Uniti   |                                      |
| Vittoria  | 10-2   | Chris Leben      | Decisione (unanime)                    | UFC 155: dos Santos vs. Velasquez 2       | 29 dicembre 2012  | 3     | 5:00  | Las Vegas, Stati Uniti       | Debutto in UFC                       |
| Sconfitta | 9-2    | Ronaldo Souza    | KO (pugni)                             | Strikeforce: Rousey vs. Kaufman           | 18 agosto 2012    | 1     | 0:41  | San Diego, Stati Uniti       |                                      |
| Sconfitta | 9-1    | Kendall Grove    | Decisione (non unanime)                | ShoFight 20                               | 16 giugno 2012    | 3     | 5:00  | Springfield, Stati Uniti     | Per il titolo dei Pesi Medi ShoFight |
| Vittoria  | 9-0    | Nate James       | Decisione (unanime)                    | Strikeforce Challengers: Britt vs. Sayers | 18 novembre 2011  | 1     | 4:33  | Las Vegas, Stati Uniti       |                                      |
| Vittoria  | 8-0    | Lumumba Sayers   | Sottomissione (rear-naked choke)       | Strikeforce: Fedor vs. Henderson          | 30 luglio 2011    | 1     | 4:33  | Hoffman Estates, Stati Uniti |                                      |
| Vittoria  | 7-0    | Jeremy Hamilton  | Decisione (unanime)                    | Strikeforce Challengers: Fodor vs. Terry  | 24 giugno 2011    | 3     | 5:00  | Kent, Stati Uniti            | Debutto in Strikeforce               |
| Vittoria  | 6-0    | Danny Babcock    | KO (pugno)                             | World Extreme Fighting 45                 | 22 gennaio 2011   | 1     | 1:07  | Jacksonville, Stati Uniti    |                                      |
| Vittoria  | 5-0    | Rhomez Brower    | KO Tecnico (Sottomissione ai pugni)    | XFP: The Holiday Fight Fest               | 4 dicembre 2010   | 1     | 2:27  | Wilmington, Stati Uniti      |                                      |
| Vittoria  | 4-0    | Todd Chattelle   | KO tecnico (pugni)                     | ICE: Fright Night 2010                    | 29 ottobre 2010   | 1     | 0:14  | Providence, Stati Uniti      |                                      |
| Vittoria  | 3-0    | Edward Jackson   | KO (pugni)                             | Carolina's Summer Fight Series 3          | 31 luglio 2010    | 1     | 0:41  | Jacksonville, Stati Uniti    |                                      |
| Vittoria  | 2-0    | Chris McNally    | KO (pugni)                             | Carolina's Summer Fight Series 2          | 26 giugno 2010    | 1     | 1:42  | Wilmington, Stati Uniti      |                                      |
| Vittoria  | 1-0    | John Bryant      | Sottomissione (rear-naked choke)       | Carolina's Summer Fight Series 1          | 22 maggio 2010    | 1     | 0:52  | Wilmington, Stati Uniti      |                                      |